# 조르조 파리시
조르조 파리시(이탈리아어: Giorgio Parisi, 1948년 8월 4일 ~ )는 이탈리아의 물리학자이다. 원자에서 행성까지 물리적 시스템의 무질서와 변동(fluctuation)간 상호작용, 무질서한 물질(disordered material)과 무작위 과정(random process)에 대한 기여와 공로로, 지구 기후의 물리적 모델링에 의한 온난화를 예측한 마나베 슈쿠로, 클라우스 하셀만과 함께 2021년 노벨 물리학상을 공동 수상했다.

## 수상 경력
- 2021년 : 노벨 물리학상

## 저서
- Parisi, Giorgio (1988). 《Statistical Field Theory》. Addison Wesley. ISBN 978-0201059854.
- Mézard, Marc; Giorgio Parisi; Miguel Angel Virasoro (1987). 《Spin glass theory and beyond》. Singapore: World Scientific. ISBN 978-9971-5-0115-0.
- Parisi, Giorgio (2006). 《La chiave, la luce, l'ubriaco》. Roma: Di Renzo Editore. ISBN 978-88-8323-149-0.
- Parisi, Giorgio; Auletta Gennaro; Fortunato Mauro (2009). 《Quantum Mechanics》. Cambridge University Press. ISBN 978-0-521-86963-8.
- Parisi, Giorgio; Urbani Pierfrancesco; Zamponi Francesco (2020). 《Theory of Simple Glasses》. Cambridge University Press. ISBN 9781108120494.